# Minh Đức, Mỏ Cày Nam
Minh Đức là một xã thuộc huyện Mỏ Cày Nam, tỉnh Bến Tre, Việt Nam.

## Địa lý
Xã Minh Đức có vị trí địa lý:
- Phía Bắc giáp sông Hàm Luông
- Phía Tây giáp xã Tân Trung
- Phía Nam giáp xã Hương Mỹ
- Phía Đông giáp xã Phú Khánh, huyện Thạnh Phú.

Xã Minh Đức có diện tích 17,23 km², dân số năm 1999 là 10.089 người, mật độ dân số đạt 586 người/km².

## Kinh tế - xã hội
Chợ xã Minh Đức còn gọi là chợ Tân Hương (củ). Để đến được chợ xã, từ quốc lộ 57 đi theo đường liên xã, từ chợ Tân Trung đến chợ Minh Đức hoặc theo đường ấp Thạnh Đông hoặc ấp Thạnh Tây của xã Hương Mỹ đến chợ Minh Đức. Trung tâm hành chính của xã cùng khu vực với chợ, tại giữa xã và là đầu mối giao thông thuận lợi.

## Văn hóa
Xã Minh Đức có chùa Tuyên Linh, được công nhận là di tích lịch sử cấp quốc gia năm 1994. Nơi đây từng là nơi cụ Phó bảng Nguyễn Sinh Sắc dừng chân, bốc thuốc cho dân nghèo và hoạt động cách mạng.